# Равско войводство
Равското войводство (на полски: Województwo rawskie, на латински: Palatinatus Ravensis) е административно-териториална единица в състава на Полското кралство и Жечпосполита. Административен център е град Рава.
Войводството е създадено е през 1462 година чрез преобразуване на Равското княжество. Обхваща земи от историко-географската област Мазовше. Исторически е разделено на три земи (Равска, Сохачевска и Гостининска), които от своя страна са поделени на по два повята – Равски, Белски, Сохачевски, Мшчоновски, Гостинински и Гомбински. В Сейма на Жечпосполита войводството е представено от четирима сенатори и шестима депутати.
При втората подялба на Жечпосполита (1793) западната част на войводството е анексирана от Кралство Прусия, а при третата подялба (1795) и останалата му територия е присъединена към пруската държава.